# 李婷 (網球運動員)
李婷（1980年1月5日—），女，湖北人，中國網球運動員。

## 生涯
李婷於正值小學低年級的時候已開始在武漢體育館練習網球，於1996年在美國學術半年，之後的1年入選國家隊。
李婷在2000年的塔什干公開賽中的雙打賽事贏得了冠軍。一年後在世界大學生運動會中贏得雙打賽事金牌。於2003年分別獲取ITF國際女子網球巡迴賽雙打賽事的六站冠軍以及WTA國際職業巡迴賽雙打三站冠軍。
2004年，李婷在澳洲網球賽中16強出局，可算是個不錯的成績，其後更在雅典奧運的女雙項目中與孫甜甜以令人驚喜先在第一輪擊敗美國組合威廉士、次輪以及第三輪淘汰澳洲及阿根廷組合，更在決賽意想不到的以2:0奪坎了西班牙的金牌。
2005年，李婷與拍擋孫甜甜獲得2005年度中國十佳勞倫斯最佳突破獎。其後李婷在十運會衛冕女子團體賽與混雙賽的兩面金牌，是省隊中唯一一位獲得兩金的運動員。

## 外部連結
- 李婷在国际奥林匹克委员会的资料
- 李婷的国际女子网球协会官方資料（英文）
- 李婷 (網球運動員)的國際網球總會 職業／青少年 官方資料（英文）